# فردریک سی. باک
فردریک سی. باک (انگلیسی: Frederick C. Bock; ۱۸ ژانویهٔ ۱۹۱۸ – ۲۵ اوت ۲۰۰۰) فرد نظامی اهل ایالات متحده آمریکا بود. یک خلبان بمب افکن آمریکایی در طول جنگ جهانی دوم بود که در بمباران اتمی ناگاساکی در سال 1945 شرکت کرد.
بوک در دانشگاه شیکاگو شرکت کرد و در دوره تحصیلات تکمیلی در فلسفه ثبت نام کرد.
همچنین برندهٔ جوایزی همچون نشان هوایی شده است.